# 陈锦清
陈锦清（1921年3月26日—1991年5月23日），女，祖籍浙江平阳，生于上海，中国舞蹈教育家。

## 生平
陈锦清出生于上海一个中学职员家庭，家庭人口很多。青年时代，陈锦清受到左翼戏剧运动影响，在上海参加未名剧社、雏声歌咏团等左翼演艺团体，演出了《放下你的鞭子》等剧目，并接受了中共地下党员的教育。
1937年抗日战争爆发后，陈锦清随蚁社救亡宣传队经武汉来到延安，1938年入鲁迅艺术学院戏剧系学习，并于同年10月加入中国共产党。毕业后，陈锦清即在鲁艺实验剧团任职。曾被评选为优秀工作者。
第二次国共内战时期，陈锦清投身戏曲改革的组织工作，先后在华北文工团、东北鲁艺文工团工作，曾任东北鲁艺舞蹈训练班副主任等职务。1948年，赴朝鲜崔承喜舞蹈研究所考察、学习。
1949年中华人民共和国成立后，陈锦清参与组建中央戏剧学院舞蹈团，任副团长。1952年参与组建中央歌舞团，任团委会委员、艺术委员会副主任。1953年，参加赴朝鲜慰问团，来到朝鲜前线慰问中国人民志愿军。1953年底，受中央人民政府文化部委派，陈锦清筹建第一所专业舞蹈学校，任筹委会副主任兼文化部舞蹈教员训练副主任，培养了中华人民共和国首批专业舞蹈教师。1954年，北京舞蹈学校成立，戴爱莲任校长，陈锦清任副校长并主持日常工作。1964年，陈锦清接替戴爱莲，出任北京舞蹈学校校长。
文化大革命期间，陈锦清遭到残酷迫害，但在诱供、逼供之下，她仍坚持立场，实事求是。原北京舞蹈学校学生江青后来去了台湾，也成了陈锦清罪状之一。在“四人帮”鼎盛时期，她拒绝了“四人帮”的多次拉拢。粉碎“四人帮”后，她重返北京舞蹈学校主持工作，果断迅速地平反了北京舞蹈学校的大批冤假错案，受到全校师生拥护，教学等各项工作迅速回归正轨。
1978年，北京舞蹈学校改制为“北京舞蹈学院”，陈锦清任北京舞蹈学院首任院长，任至1984年。1986年，陈锦清离休。在从1949年到1984年的35年间，陈锦清等人较为系统地建立了带有中国特色的专业舞蹈教育事业，培养了1600多位专业舞蹈教师、演员、编导、理论研究者，先后组建了两届实验芭蕾舞团、一个民族舞剧实验小组，并且为东方歌舞团、中央歌剧舞剧院芭蕾舞团、上海市舞蹈学校、广东省舞蹈学校的建立提供了基本人员。陈锦清等人组织创作并演出了100多个剧目，初步建立了教学剧目系列。
陈锦清曾率团或随团到十余个国家访问演出、考察或者从事学术交流。她还曾任世界青年与学生和平友谊联欢节评委。
陈锦清特别关注中国古典舞、中国民间舞教材的编写。1961年，陈锦清兼任文化部舞蹈教材编选工作组组长，主持制订了全国舞蹈专业教学方案、全国通用舞蹈教材的编选计划。在30年间，先后组织编写并出版了将近百种专业教材，制订了各门专业课程的教学大纲。她是《中国大百科全书·音乐·舞蹈》卷的编委，芭蕾及欧美民间舞蹈分支主编。离休之后，她参加了《当代中国舞蹈》编委会，主持编写舞蹈教育编，并撰写了部分章节。她还先后赴四川、广西、江西等地审阅《中国民族民间舞蹈集成》地方卷的书稿。
1991年5月23日，陈锦清逝世。享年70岁。

## 延伸阅读
- 李续 总主编，邓佑玲 主编，仝妍 副主编，舞蹈教育家陈锦清纪念文集，中央民族大学出版社，2011年